# Prorates nigrescens
Prorates nigrescens är en tvåvingeart som beskrevs av Hall 1972. Prorates nigrescens ingår i släktet Prorates och familjen fönsterflugor.
Artens utbredningsområde är Kalifornien. Inga underarter finns listade i Catalogue of Life.